# Yliputaanjärvet (Jukkasjärvi socken, Lappland, 749678-174035)
Yliputaanjärvet är en sjö i Kiruna kommun i Lappland och ingår i Kalixälvens huvudavrinningsområde.